# Tomoxia maculicollis
Tomoxia maculicollis es una especie de coleóptero de la familia Mordellidae.

## Distribución geográfica
Habita en el oeste de Australia.